# 反應動態學
反應動態學 (Reaction dynamics)， 亦有譯稱反應動力學，是一門在物理化學和化學物理領域，研究基元化學反應的學問。有別於化學動力學 (chemical kinetics)，反應動態學是研究在分子階層、非常短時間內的過程。反應動態學的研究目的是在研究為甚麼化學反應會發生、如何去預測乃至控制一個基元反應的發生。實驗研究通常需要與光譜學及量子化學理論計算配合才能有全盤的了解。
在1986年，達德利·赫施巴赫，李遠哲與約翰·波拉尼，因為他們在化學基元反應的動態學研究，特別是在交叉分子束與紅外化學發光，的卓著貢獻，而受頒諾貝爾化學獎。
反應動態學的實驗技術是在獲取反應物在碰撞後，散射的產物之平动能分佈與角分佈，以及內能 (電子態、振動態與轉動態)的分佈。也有用光譜的方法來了解反應的過渡態、用飛秒雷射及其他方法來研究化學反應動態學。另外一個相關的領域是光分解動態學 (photodissociation dynamics，參考光分解離子成像)，光分解反應也可以稱作半反應。